# Mission à Saïgon
Mission à Saïgon est le 20e roman de la série SAS, écrit par Gérard de Villiers et publié en 1970 dans la collection Plon (Presses de la Cité). Comme tous les SAS parus au cours des années 1970, le roman a été édité lors de sa publication en France à 100 000 exemplaires.
L'action se déroule en juillet 1970 à Saïgon (Vietnam du sud). Malko est chargé d'aider le chef de poste de la CIA à organiser un coup d'État contre le chef de l'État et le premier ministre actuellement en poste. Toutefois Malko soupçonne l'homme devant remplacer le premier ministre d'être une taupe des Nord-Vietnamiens.

## Personnages principaux

### Américains et alliés
- Malko Linge : agent contractuel de la CIA, héros du roman.
- Richard Zansky : chef de l'antenne de la CIA au Vietnam du sud.
- Colonel Mitchell : adjoint de Richard Zansky.

### Vietnamiens
- May-Li : interprète à l'ambassade américaine.
- Trinh Nhu :  général à la retraite, pressenti pour devenir chef de l'État.
- Dong Thuc : colonel, pressenti pour devenir premier ministre.
- Le Vien : commissaire de police, chef de la « police spéciale » de Saïgon.
- Trung-Nam : antiquaire viet-namien.
- Chi-Tu : adolescente de 14 ans, nièce de Trung-Nam.
- Mary-Linh : maîtresse du colonel Mitchell.
- Chanh : journaliste à Saïgon.
- Xi : tueur viet cong.

### Autres personnages
- Dave Kolin : colonel, ancien membre de la CIA renié par l'Agence.
- Hélène Nhu : épouse du général Nhu.

## Résumé

### Début du roman
Juillet 1970. Malko Linge est envoyé au Vietnam du sud par la CIA sans en savoir la raison. Quand il arrive à Saïgon, il rencontre le chef de poste local, Richard Zansky. Très peu de temps après son arrivée, un bonze, assisté par d'autres bonzes, s'immole par le feu devant l'ambassade américaine. Zansky et Malko se précipitent : l'homme est l'adjoint de Zansky, le colonel Mitchell. La victime meurt durant son transport à l'hôpital militaire. Zansky est persuadé que le colonel Mitchell, qui n'était pas suicidaire, a été drogué. Les Viet Congs peuvent être responsables de cet assassinat, tout comme les services secrets du Viet Nam du sud : tout est possible (chapitre 1er).
Zansky explique à Malko la raison de sa venue au Viet Nam. On est en pleine guerre du Vietnam et la CIA envisage de réaliser un coup d'État pour remplacer le président en exercice Nguyễn Văn Thiệu par quelqu'un de moins corrompu et de plus soucieux des intérêts de l'Amérique. Le colonel Mitchell était chargé de superviser l'opération « Sunrise ». Malko a été envoyé afin d'épauler Mitchell. Malko est chargé par Zansky de continuer le travail de Mitchell : convaincre le général (à la retraite) Trinh Nhu de devenir président à la suite d'un coup d'État prévu dans un mois, à la mi-août 1970, et le colonel Thuc de devenir son premier ministre (chapitre 2).

### Les déclarations de Mary-Linh
Dès le lendemain, Malko reçoit un message à son hôtel le conviant à un rendez-vous discret. Malko se rend à ce rendez-vous. C'est Mary-Linh, la maîtresse du colonel Mitchell, qui l'a organisé. La jeune femme déclare à Malko que le colonel Thuc, que la CIA envisage de nommer premier ministre, est en réalité une taupe communiste du Viet Nam du nord. Si cela était vrai, la CIA s'apprêterait à placer à la tête du pays un agent Viet-cong ! Elle propose de fournir une preuve démontrant son affirmation moyennant le versement de 50000 dollars (valeurs 1970). Quittant Mary-Linh, Malko est obligé d'en référer à Richard Zansky qui les rejette avec le sourire : le colonel Thuc est un ami des États-Unis et déteste les communistes ; il s'agit probablement d'un coup tordu de ces derniers pour éloigner les Américains d'un homme sérieux et efficace, à moins que cela ne soit que des élucubrations d'une prostituée qui veut carotter 50000 dollars. Plus tard, devant Malko, Richard Zansky parle des révélations de Mary-Linh au colonel Thuc, qui conteste fermement être une taupe. Toute sa carrière montre sa fidélité à l'Occident et aux États-Unis. Par ailleurs, un suspect a été interpellé au sujet du prétendu suicide de Mitchell. Mais l'homme s'est suicidé dans les locaux de garde à vue. Malko se demande si le colonel Thuc n'a pas organisé ce suicide afin de faire taire un témoin gênant (chapitres 3 et 4).
Malko tente de rencontrer Trinh Nhu, le général à la retraite, pressenti pour devenir chef de l'État. S'il l'aperçoit, il ne peut pas discuter avec lui, le général étant abruti par la consommation de pipes d'opium. Mais Malko peut discuter avec son épouse Hélène, avant d'avoir une relation sexuelle avec elle (chapitre 5).
Malko fait l'objet d'un enlèvement où il est enfermé dans un fût en métal. Une torture sournoise est exercée contre lui : des coups tapés régulièrement sur le métal du fût. Il est par la suite libéré (chapitre 6).
Malko constate la disparition mystérieuse d'une interprète de l'ambassade, May-Li. Malko discute avec Chanh, un journaliste à Saïgon, qui lui parle notamment de Dave Kolin, un ancien colonel américain et ancien membre de la CIA renié par l'Agence (chapitre 7).
Malko reçoit une demande de rendez-vous pour le soir même émanant de Mary-Linh. Elle l'accuse de l'avoir vendue au colonel Thuc et affirme qu'elle est en danger de mort. Elle lui impartit un délai de 24 h pour qu'on lui remette les 50000 dollars demandés. Elle donne en guise de bonne volonté une information à Malko : le colonel Thuc transmet ses informations par des vols réguliers de la compagnie CIC qui fait les trajets Saïgon / Vientiane. Une hôtesse de l'air, Mireille, est au courant de l'affaire. Le lendemain matin, Malko se rend au lieu de rendez-vous à l'hôtel Caravelle, place Lam Son. C'est pour y découvrir que Mary-Linh vient d'être retrouvée morte : elle est tombée de la terrasse de l'hôtel située au 5e étage. Se rendant à la terrasse, Malko y découvre une chaussure située de l'autre côté de la terrasse. Il ne croit ni à un suicide ni à un accident : la jeune femme a évidemment été assassinée. Plus tard, Malko rencontre de nouveau Hélène Nhu qui lui annonce que son époux pourrait bien accepter la proposition de la CIA (chapitres 8 et 9).

### Suite des aventures
Alors qu'il est dans la rue, Malko se fait voler sa montre. Poursuivant le voleur, il est entouré par des malfrats. Il se rend compte qu'il est tombé dans un guet-apens préparé et qu'on veut le tuer. Il s'en sort grâce à l'intervention in extremis de soldats américains. Malko rencontre finalement de général Nhu. Puis il demande au journaliste Chanh de rencontrer Dave Kolin. Un rendez-vous à trois a lieu. Malko tente d'apprendre des informations sur Thuc. Le lendemain, en rentrant à l'hôtel, il lit un message l'invitant à se rendre à une adresse. Y allant, il rencontre le commissaire Le Vien. Ce dernier a une haine tenace contre Thuc et veut le faire tomber. Ainsi, un petit groupe « anti Thuc » s'agrège autour de Malko : Chanh, Kolin, Le Vien. Un plan est mis en œuvre pour connaître les intentions de Thuc (chapitres 10 à 12).
Vinh, l'un des garde du corps de Thuc, est assassiné. Le Vien le fait remplacer par l'un de ses hommes, Lu. Quelques jours après, ce dernier présente au colonel Thuc un vieil antiquaire, Trung-Nam, collectionneur d'objets érotiques ou pornographiques précieux. Lui présentant des objets rares de sa collection personnelle, Trung-Nam accepte de les prêter quelques semaines à Thuc, sous réserves qu'ils soient gardés par sa nièce de 14 ans, Chi-Tu. Thuc accepte et loge l'adolescente chez lui. Il ignore que celle-ci insère dans des boutons de ses habits des mécanismes permettant de savoir où il se déplace ainsi que des émetteurs permettant d'écouter ses conversations. Il s'agit donc d'un piège. C'est Kolin qui écoute toute la journée les conversations de Thuc (chapitres 13 à 16).
Toutefois, l'un des boutons tombe à terre et Thuc découvre la manipulation. Il torture de manière effroyable la jeune fille qui en meurt (échardes dans les yeux). Le vieil antiquaire Trung-Nam est lui-aussi arrêté, torturé et exécuté par éventration (boyaux arrachés par un taureau en furie). Puis, apprenant que Le Vien est venu aux abords de la salle de torture, il comprend que Le Vien est dans le coup ainsi que Malko. Thuc passe à l'offensive : il fait arrêter Trung-Nam et le fait torturer. Il monte un stratagème pour faire croire qu'on a découvert une maison remplie de Viet-Congs et, y ayant placé Le Vien, la fait bombarder par l'aviation américaine. Malko a compris que son équipe se faisait décimer et place Chanh sous la protection de la marine américaine en l'envoyant résider sur le porte-avions. Grâce aux enregistrements de Dave Kolin, Malko sait que Thuc doit rencontrer Go-Vap, son contact viet-cong. Mais Thuc est intelligent : se sachant prêt d'être « grillé », il se rend au rendez-vous de son contact, le tue avec son arme et alerte les secours. Il explique qu'il est parvenu, seul, à tuer un soldat viet-cong infiltré. Alors qu'il a tué son contact pour se protéger, ce fait d'arme lui permet d'être, à quelques jours du coup d'État, d'être nommé général par le président de la République (chapitres 17 à 19).

### Fin du roman
Une grande soirée est organisée dans trois jours au palais de la présidence pour célébrer la nomination de Thuc au grade de général, et Malko y est invité. C'est aussi ce jour-là qu'aura lieu l'attentat contre le président et le remplacement de ce dernier par le général Nhu et la nomination de Thuc au poste de premier ministre. Mais Richard Zansky, perturbé par les révélations de Malko, a tendu un piège à Thuc. Il l'a informé d'une attaque américaine au Cambodge dans cinq jours (information exacte) et l'axe de pénétration des bombardiers et de l'infanterie (information inexacte). On apprend, au moment de la soirée présidentielle, que les viet-congs ont changé leurs positions : Thuc a donc informé le Viet-Minh des projets américains, et il est donc un traître. Malko et Zansky le font monter dans l'hélicoptère piégé destiné au président de la République. L'hélicoptère explose quelques minutes après son envol (chapitres 20 à 24).

## Autour du roman
Le narrateur fait référence à la blessure de Malko subie dans Les Trois Veuves de Hong-Kong (chapitre X, page 118).